# Nanopartícula de cobre

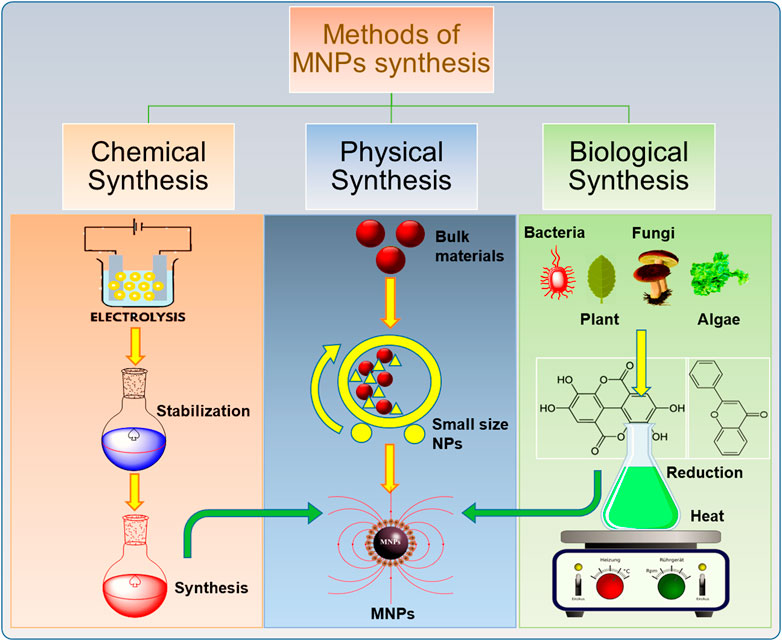
Ilustración esquemática de la síntesis de nanopartículas magnéticas (NPM) con diferentes métodos.

Una nanopartícula de cobre es una partícula basada en cobre de 1 a 100 nm de tamaño. Al igual que muchas otras formas de nanopartículas, una nanopartícula de cobre puede prepararse mediante procesos naturales o mediante síntesis química. Estas nanopartículas son de especial interés debido a su aplicación histórica como agentes colorantes y los biomédicos, así como los antimicrobianos.

## Usos históricos

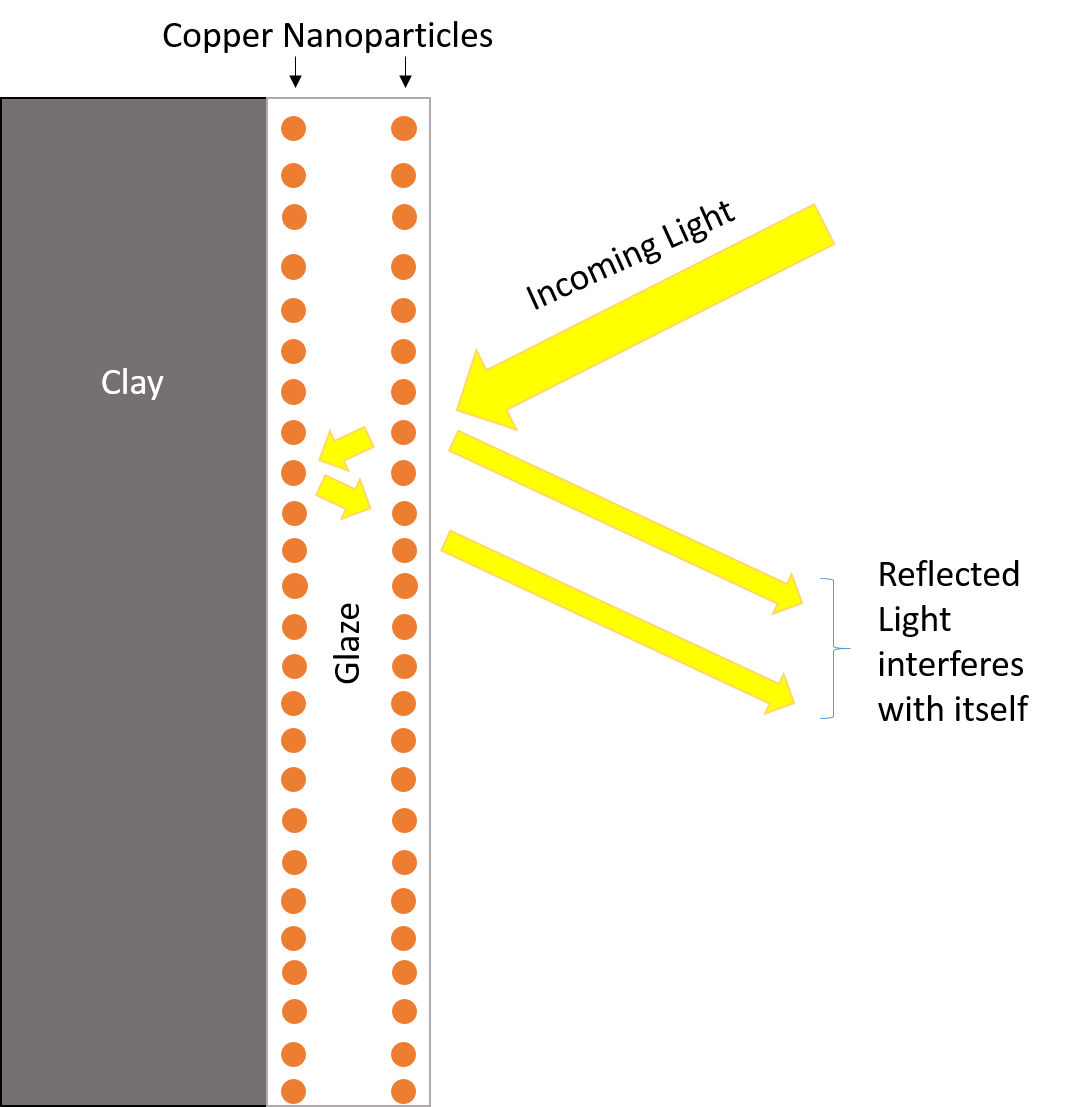
Figura 1: El efecto de brillo se debe a los efectos de interferencia de la luz que se refleja en dos capas de nanopartículas de cobre en el esmalte de la cerámica.

Uno de los primeros usos de las nanopartículas de cobre fue para colorear vidrio y cerámica en el siglo IX en Mesopotamia, creando un vidriado con sales de cobre y plata y aplicándolo a la cerámica de arcilla. Cuando la cerámica se horneaba a altas temperaturas en condiciones reductoras, los iones metálicos migraban a la parte exterior del esmalte y se reducían a metales. El resultado final era una doble capa de nanopartículas metálicas con una pequeña cantidad de esmalte entre ellas. Cuando la cerámica acabada se exponía a la luz, ésta penetraba y se reflejaba en la primera capa. La luz que penetraba en la primera capa se reflejaba en la segunda capa de nanopartículas y provocaba efectos de interferencia con la luz que se reflejaba en la primera capa, creando un efecto de brillo resultante de la interferencia constructiva y destructiva.

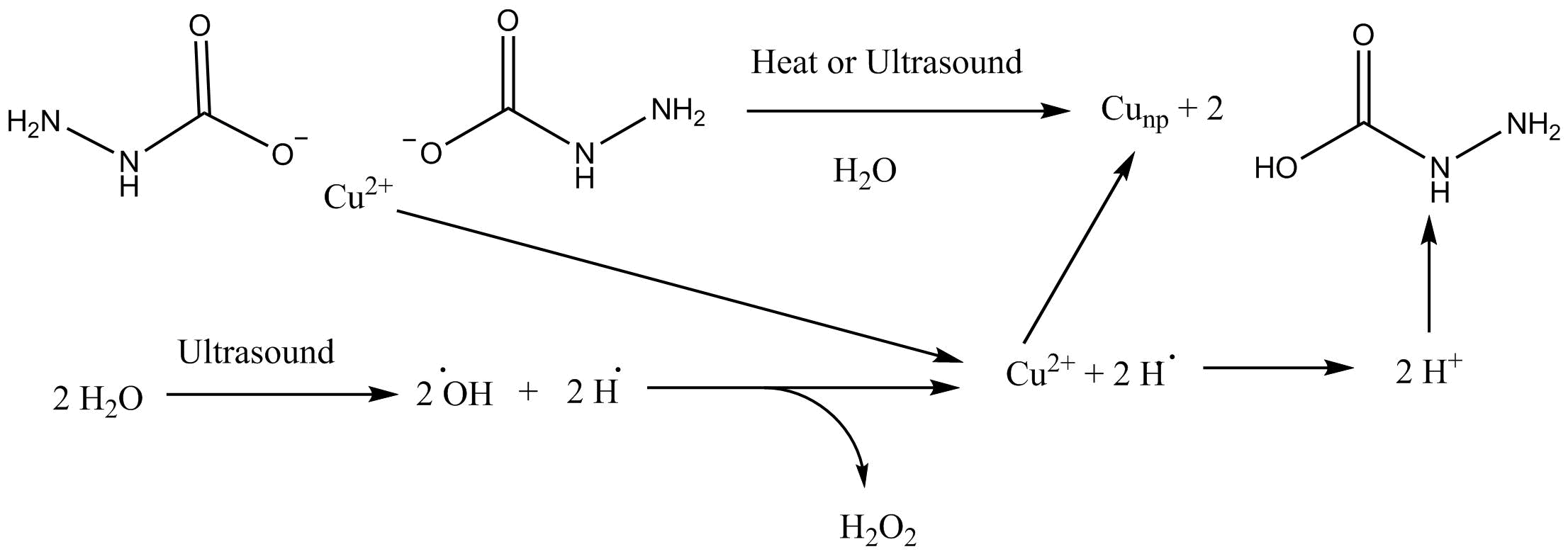
Figura 2: Un método para sintetizar nanopartículas de cobre consiste en utilizar la sal de carboxilato de hidracina de cobre (II), que experimenta una reacción radical con hidrógeno radical producido por ultrasonidos para formar nanopartículas, peróxido de hidrógeno y ácido carboxílico de hidracina.

## Síntesis
Se han descrito varios métodos para sintetizar químicamente nanopartículas de cobre. Un método más antiguo consiste en la reducción de carboxilato de hidracina de cobre en una solución acuosa mediante reflujo o por calentamiento por ultrasonidos bajo una atmósfera inerte de argón, lo que da lugar a una combinación de óxido de cobre y agrupaciones de nanopartículas de cobre puro, dependiendo del método utilizado. Una síntesis más moderna utiliza cloruro de cobre(II) en una reacción a temperatura ambiente con citrato sódico o ácido mirístico en una solución acuosa que contiene formaldehído sulfoxilato sódico para obtener un polvo de nanopartículas de cobre puro. Aunque estas síntesis generan nanopartículas de cobre bastante consistentes, también se ha informado de la posibilidad de controlar los tamaños y las formas de las nanopartículas de cobre. La reducción de acetilacetonato de cobre(II) en disolvente orgánico con oleil amina y ácido oleico provoca la formación de nanopartículas con forma de barra y de cubo, mientras que las variaciones en la temperatura de reacción afectan al tamaño de las partículas sintetizadas.
Otro método de síntesis consiste en utilizar la sal de carboxilato de hidracina de cobre (II) con ultrasonidos o calor en agua para generar una reacción radical, como se muestra en la figura de la derecha. Las nanopartículas de cobre también pueden sintetizarse utilizando la química verde para reducir el impacto medioambiental de la reacción. El cloruro de cobre puede reducirse utilizando únicamente ácido L-ascórbico en una solución acuosa calentada para producir nanopartículas de cobre estables.

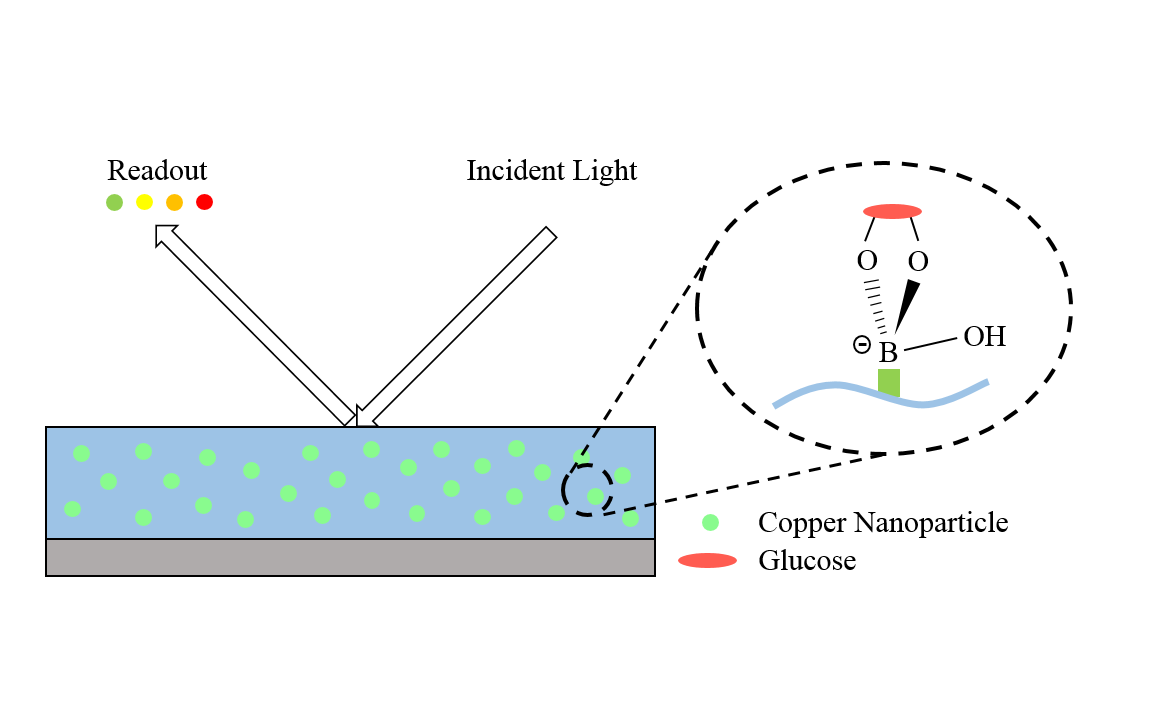
Figura 3: Un hidrogel de poliacrilamida con nanopartículas de cobre en su interior es capaz de determinar los niveles de glucosa en una muestra añadida al gel. Cuando los grupos de ácido fenilborónico de los polímeros del hidrogel se unen a las moléculas de glucosa, el gel se hincha. Como resultado, las nanopartículas de cobre se separan, cambiando la forma en que la luz incidente es difractada por el gel. A medida que disminuyen los niveles de glucosa, el color del gel cambia de rojo a naranja y de amarillo a verde.

## Características
Las nanopartículas de cobre presentan características únicas, como su actividad catalítica y antifúngica/antibacteriana, que no se observan en el cobre comercial. En primer lugar, las nanopartículas de cobre demuestran una actividad catalítica muy fuerte, propiedad que puede atribuirse a su gran superficie catalítica. Gracias a su pequeño tamaño y a su gran porosidad, las nanopartículas son capaces de conseguir un mayor rendimiento y un menor tiempo de reacción cuando se utilizan como reactivos en síntesis orgánicas y organometálicas. De hecho, las nanopartículas de cobre que se utilizan en una reacción de condensación del yodobenceno alcanzaron cerca de un 88% de conversión a bifenilo, mientras que el cobre comercial sólo mostró una conversión del 43%.
Las nanopartículas de cobre que son extremadamente pequeñas y tienen una elevada relación superficie/volumen también pueden servir como agentes antifúngicos/antibacterianos. La actividad antimicrobiana está inducida por su estrecha interacción con las membranas microbianas y sus iones metálicos liberados en soluciones. Como las nanopartículas se oxidan lentamente en soluciones, se liberan iones cúpricos de ellas y pueden crear radicales libres hidroxilo tóxicos cuando la membrana lipídica está cerca. Entonces, los radicales libres desensamblan los lípidos de las membranas celulares mediante oxidación para degenerar las membranas. Como resultado, las sustancias intracelulares se filtran fuera de las células a través de las membranas destruidas; las células ya no son capaces de mantener los procesos bioquímicos fundamentales. Al final, todas estas alteraciones dentro de la célula causadas por los radicales libres conducen a la muerte celular.

## Aplicaciones
Las nanopartículas de cobre con gran actividad catalítica pueden aplicarse a biosensores y sensores electroquímicos. Las reacciones redox utilizadas en esos sensores suelen ser irreversibles y también requieren altos sobrepotenciales (más energía) para ejecutarse. De hecho, las nanopartículas tienen la capacidad de hacer que las reacciones redox sean reversibles y de reducir los sobrepotenciales cuando se aplican a los sensores.
Uno de los ejemplos es un sensor de glucosa. Con el uso de nanopartículas de cobre, el sensor no requiere ninguna enzima y, por lo tanto, no tiene que lidiar con la degradación y desnaturalización de las enzimas. Como se describe en la Figura 3, dependiendo del nivel de glucosa, las nanopartículas del sensor difractan la luz incidente en un ángulo diferente. De hecho, las nanopartículas permiten que el sensor sea más estable a altas temperaturas y pH variables, y más resistente a los productos químicos tóxicos. Además, el uso de nanopartículas permite detectar aminoácidos nativos. Un electrodo de carbono serigrafiado recubierto de nanopartículas de cobre funciona como un sistema sensor estable y eficaz para la detección de los 20 aminoácidos.